# Pierre Duhart
Pierre Duhart (né Pedro Duhart le 25 avril 1910 à Montevideo, mort en janvier 1956) est un footballeur uruguayen naturalisé français. Il porta d'abord les couleurs de l'Uruguay (2 sélections en 1932) puis celle de la France (6 sélections pour un but de 1935 à 1937). Il évoluait au poste d'inter gauche. 
En 1931, Gabriel Hanot alors journaliste à l'hebdomadaire football le repère à l'occasion d'un match entre le Nacional et Peñarol. Lorsque Duhart arriva à Sochaux à l'été 1934, Football indiqua au Comité de sélection que Duhart était français en vertu d'un traité signé entre la France et les pays d'Amérique du Sud : dès qu'un sud américain d'origine française venait en France il était automatiquement naturalisé français. Malgré ce traité sa sélection en équipe de France fut remise en cause par son passé d'international uruguayen et parce qu'il fallait également avoir résidé pendant trois ans en France avant de pouvoir prétendre à la sélection française. Mais ses sélections avec l'Uruguay n'avaient pas été reconnues par la FIFA en raison du schisme sud-américain au sein de ses fédérations. Ainsi, Duhart, aux yeux de la FIFA n'avait donc jamais évolué sous le maillot de la Celeste. C'est ainsi qu'il put prendre part au match Italie-France en février 1935 quelques mois après son arrivée en France. 

## Carrière de joueur
- Club Nacional de Football : 1933
- FC Sochaux-Montbéliard : 1934-1938
- Football Club Olympique Charleville : 1938-1939

## Carrière d'entraîneur
- 1944 : Everton de Viña del Mar

## Palmarès
- Champion de France 1935
- Vainqueur Coupe de France 1937

## Source
- Marc Barreaud, Dictionnaire des footballeurs étrangers du championnat professionnel français (1932-1997), L'Harmattan, 1997.